# Apeldoorn
Apeldoorn (baix alemany Apeldoorne) és un municipi de la província de Gelderland, al centre-oest dels Països Baixos. L'1 de gener del 2009 tenia 155.415 habitants repartits sobre una superfície de 341,13 km² (dels quals 1,21 km² corresponen a aigua). Limita al nord-ost amb Ermelo i Nunspeet, al nord amb Epe, a l'oest amb Barneveld, a l'est amb Voorst, al sud-est amb Brummen i al sud amb Arnhem i Rozendaal.

## Centres de població
| Nom                    | Població |
| Apeldoorn              | 136.260  |
| Beekbergen e.o.        | 4.380    |
| Loenen                 | 3.170    |
| Uddel e.o.             | 2.880    |
| Hoenderloo e.o.        | 1.770    |
| Lieren e.o.            | 1.250    |
| Klarenbeek e.o.        | 1.860    |
| Hoog Soeren e.o.       | 370      |
| Wenum, Wiesel i Beemte | 3.160    |
| Font: CBS-Statline     |          |

## Administració
| Eleccions locals de 2002 i 2006 | Eleccions locals de 2002 i 2006 | Eleccions locals de 2002 i 2006 | Eleccions locals de 2002 i 2006 | Eleccions locals de 2002 i 2006 |
| Partit                          | % 2006                          | Regidors                        | % 2002                          | Regidors                        |
| ------------------------------- | ------------------------------- | ------------------------------- | ------------------------------- | ------------------------------- |
| PvdA                            | 24,2                            | 11                              | 15,7                            | 6                               |
| CDA                             | 15,7                            | 6                               | 19,6                            | 8                               |
| VVD                             | 14,2                            | 6                               | 15,8                            | 6                               |
| Leefbaar Apeldoorn              | 11,2                            | 4                               | 16,7                            | 7                               |
| GroenLinks                      | 9,9                             | 4                               | 8,0                             | 3                               |
| ChristenUnie                    | 7,2                             | 3                               | 5,5                             | 2                               |
| Gemeente Belangen               | 6,4                             | 2                               | 6,8                             | 3                               |
| SGP                             | 4,3                             | 2                               | 4,0                             | 2                               |
| D66                             | 3,7                             | 1                               | 5,7                             | 2                               |
| Pro Apeldoorn                   | 2,2                             | 0                               | -                               | -                               |
| NVU                             | 1,0                             | 0                               | -                               | -                               |
| Altres                          | -                               | -                               | 2,2                             | 0                               |
| Total                           | 56,2                            | 39                              | 56,0                            | 39                              |

## Galeria d'imatges

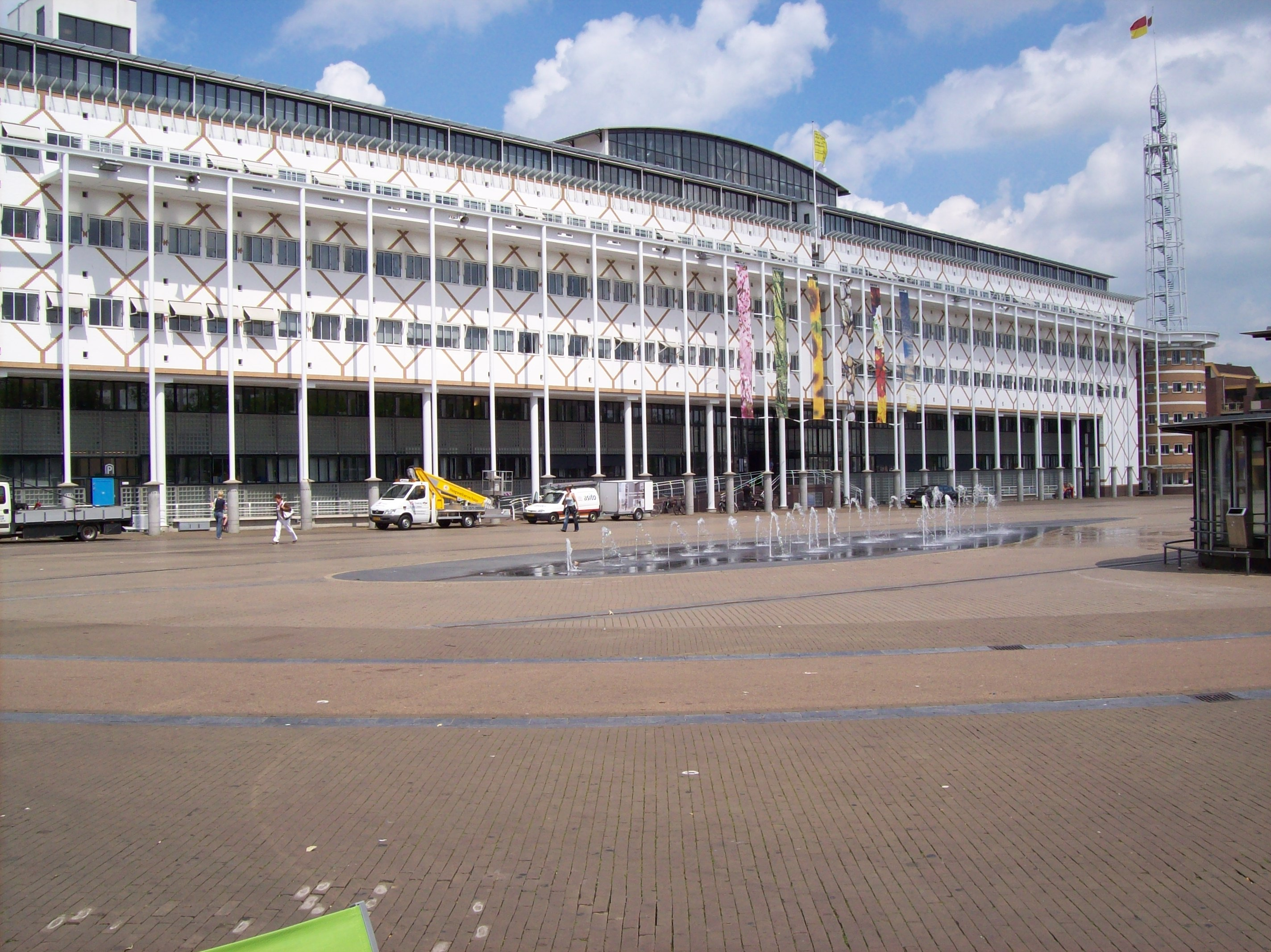
Ajuntament
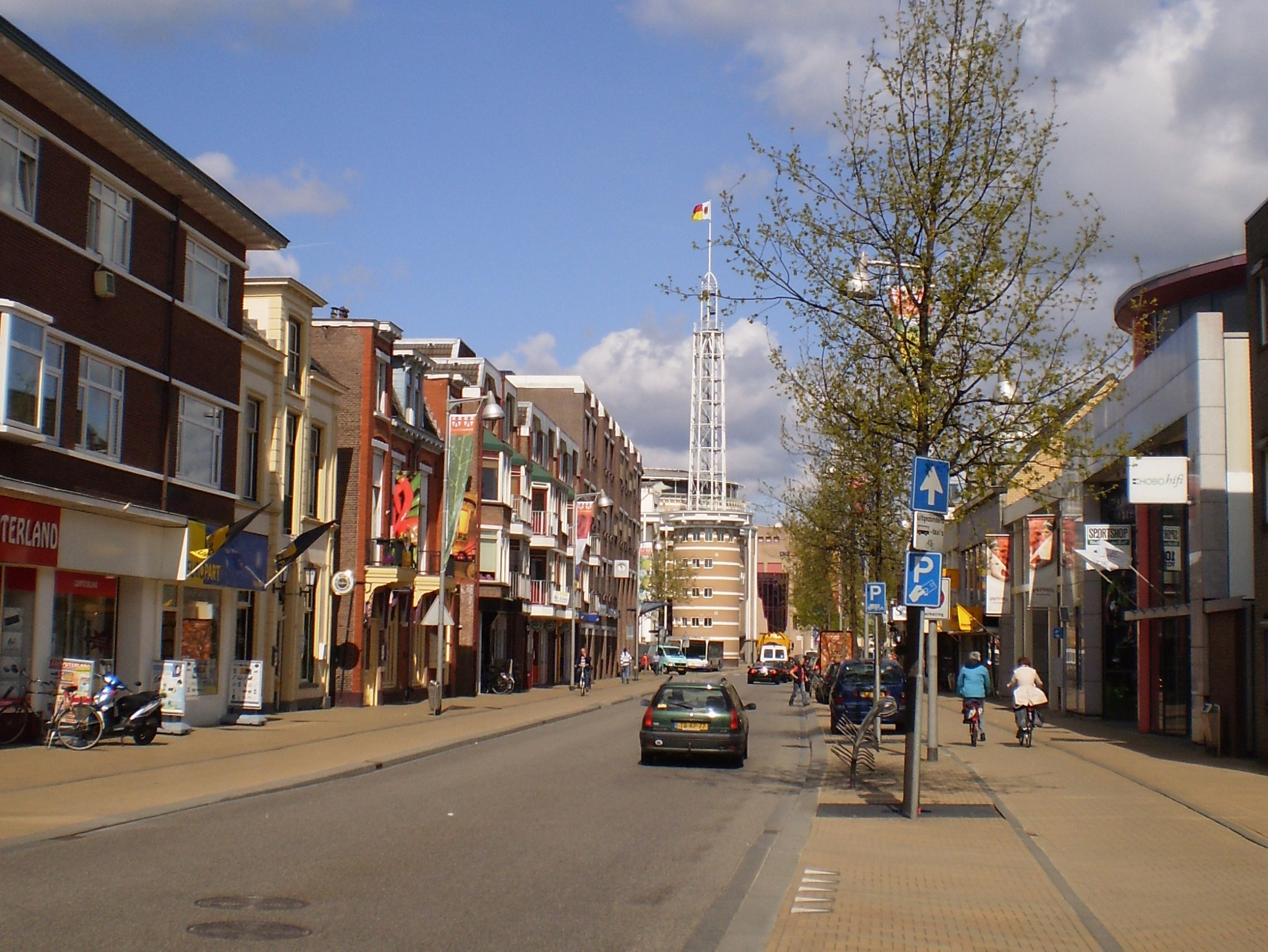
Carrer de l'estació
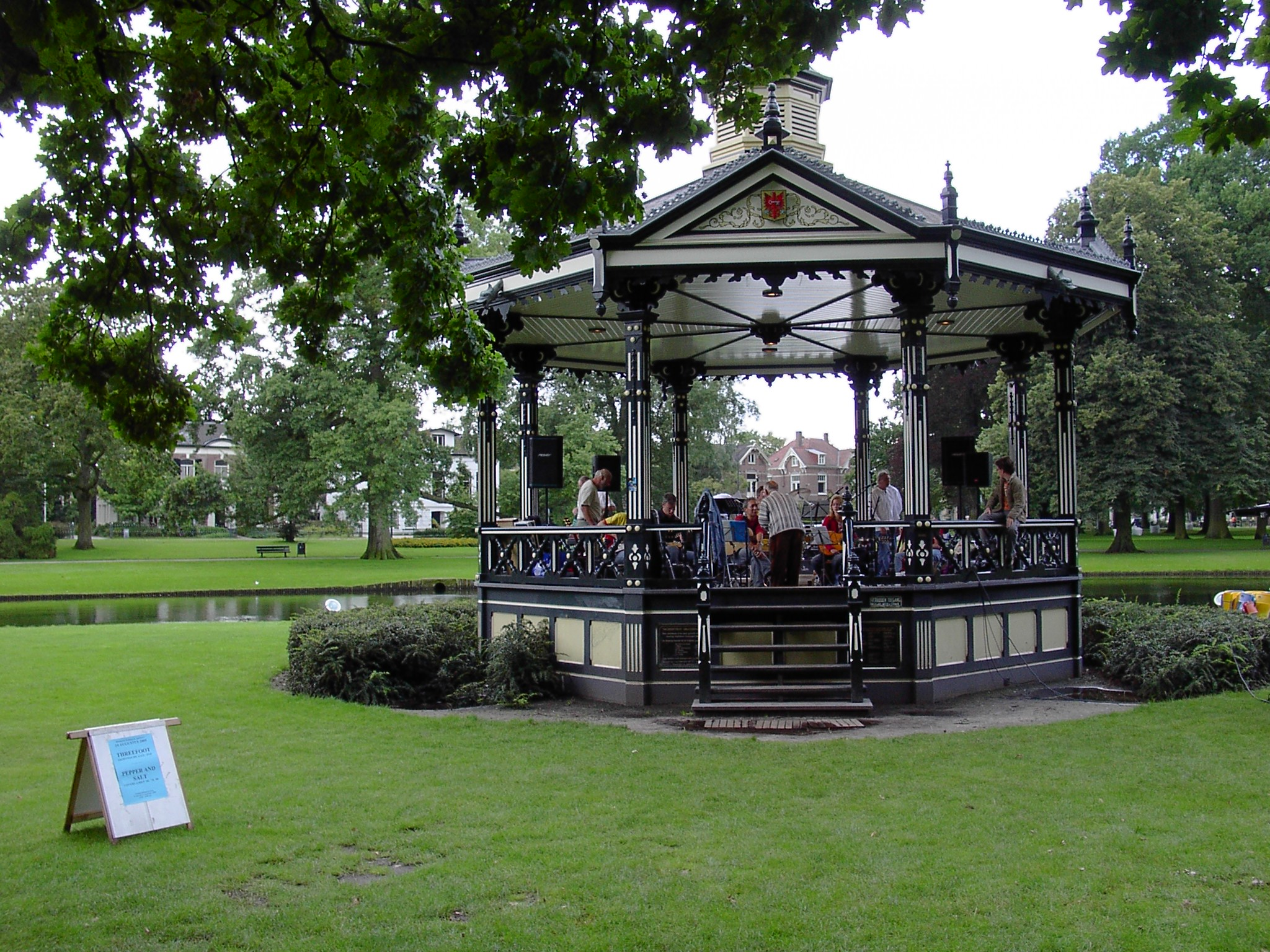
Oranjepark